# Xã Shohola, Quận Pike, Pennsylvania
Xã Shohola (tiếng Anh: Shohola Township) là một xã thuộc quận Pike, tiểu bang Pennsylvania, Hoa Kỳ. Năm 2010, dân số của xã này là 2.475 người.